# Hardy Schwetter

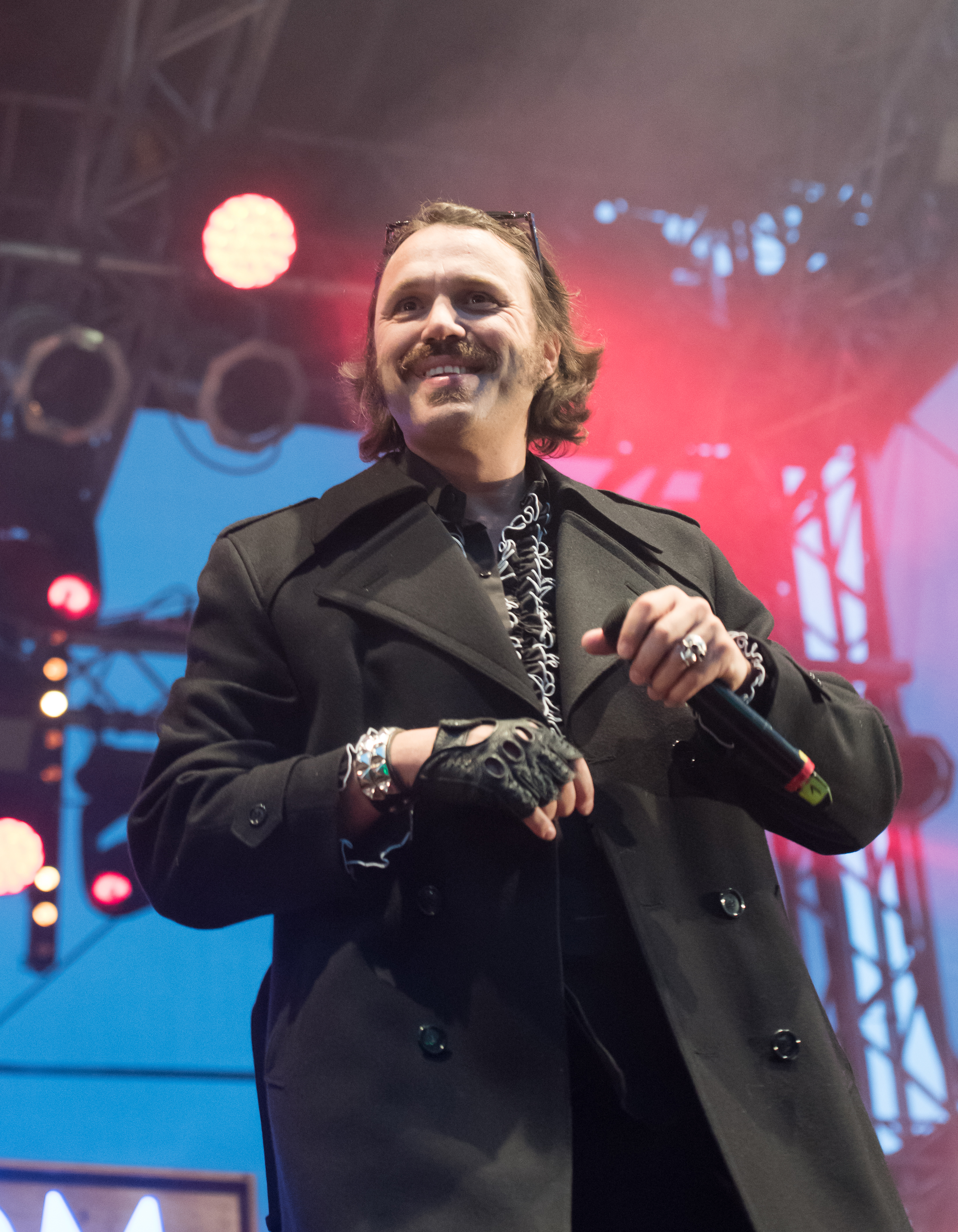
Christian Steiffen (2017)

Hardy Schwetter (* 24. April 1971 in Georgsmarienhütte) ist ein deutscher Musiker und Schauspieler. Unter dem Künstlernamen Christian Steiffen ist er als Entertainer tätig. Er lebt in Osnabrück.

## Werdegang
Von 1993 bis 1995 absolvierte Schwetter seine Schauspielausbildung an der Lee Strasberg Theatre School in New York.
Von 2001 bis 2010 war er Frontman einer siebenköpfigen Elvis-Tribute-Band. Hieraus entwickelte er 2007 anlässlich des 97. Deutschen Katholikentags seine erste Kunstfigur Reverend Hardy Hardon mit seiner „Church Of Elvis“.
Seit 2009 ist Schwetter bundesweit als Schlagersänger unter dem Pseudonym Christian Steiffen tätig – eine Anspielung auf das umgangssprachliche „Kriegst ja ’n Steifen“. Im Oktober 2013 erschien sein Album Arbeiter der Liebe. Das Lied Sexualverkehr wird im Heimatkrimi Winterkartoffelknödel aus der Reihe Eberhoferkrimi zur Untermalung einer lustig-frivolen Filmkompilation benutzt, die mit einer Wirtshausszene beginnt. In dem Kinofilm Ich fühl mich Disco, der auf der Berlinale 2014 gezeigt wurde, spielt er sich selbst als angebeteten Schlagersänger. 
Im Oktober 2015 erschien das zweite Steiffen-Album Ferien vom Rock ’n’ Roll. Das Lied Ein Leben lang läuft im Eberhoferkrimi Kaiserschmarrndrama im Abspann. Im fünften Teil der Kriminalfilmreihe, Sauerkrautkoma, hatte Schwetter einen Auftritt mit seinem Ich hab dir den Mond gekauft. Zudem spielte er in Alki Alki von Regisseur Axel Ranisch mit, welcher als Eröffnungsfilm beim Unabhängigen Filmfest Osnabrück gezeigt wurde. Im sechsten Eberhofer-Film, Leberkäsjunkie, spielt er den Leiter einer Selbsthilfegruppe für Sexsüchtige.
In die Schlagzeilen war Schwetter 2013 geraten, als er unter seinem Künstlernamen für das Amt des Oberbürgermeisters von Osnabrück kandidierte und 3,3 Prozent der Stimmen erhielt. 2021 kandidierte Schwetter erneut als Christian Steiffen und erhielt 2,51 Prozent der Stimmen.

## Musik
- 1999–2001: Aula XL (deutschsprachige Rockband)
- 2001–2010: Hardy and the Hardons (Elvis-Tribute-Band)
- seit 2007: Reverend Hardy Hardon
- seit 2009: Christian Steiffen

## Diskografie

### Studioalben
- 2013: Arbeiter der Liebe
- 2015: Ferien vom Rock ’n’ Roll
- 2019: Gott of Schlager
- 2025: Reverend Hardy Hardon and the Church of Elvis – Kong of Rock’n Roll

### EPs
- 2014: Sing mit… Christian – Vol. 1

### Singles
- 2012: Ich hab’ die ganze Nacht von mir geträumt
- 2016: Sexualverkehr (Bumsversion)
- 2016: Du & Ich (mit Eva Schneidereit)
- 2018: Hier ist Party
- 2018: Wie der Wind

## Filmografie
- 2007: Stillstand (Kurzfilm, Regie: Phillip Eichholtz)
- 2008: Bhâganâ – Lena weint nicht (Kurzfilm, Regie: Claudia Udenta)
- 2008: Das Mädchen von Kasse 1 (Regie: Peter Stauch)
- 2009: Ein Mann, ein Fjord! (Regie: Angelo Colagrossi)
- 2009: Rosas Höllenfahrt (Regie: Rosa von Praunheim)
- 2009: Das Tiefkühlprojekt (Kurzfilm, Regie: Daniel Ratthei)
- 2009: Meine Daten und ich (Regie: Philipp Eichholtz)
- 2010: Die Nachtigall und die Rose (Regie: Philipp Eichholtz)
- 2012: Sechster Sinn, drittes Auge, zweites Gesicht (Regie: Jan Riesenbeck)
- 2012: Zu dir? (Kurzfilm, Regie: Sylvia Borges)
- 2013: Ich fühl mich Disco (Regie: Axel Ranisch)
- 2015: Alki Alki (Regie: Axel Ranisch)
- 2019: Leberkäsjunkie (Regie: Ed Herzog)
- 2022: Orphea in Love (Regie: Axel Ranisch)

Musikvideos
- 2012: Ich hab’ die ganze Nacht von mir geträumt
- 2013: Sexualverkehr (Regie: Axel Ranisch)
- 2015: Ich hab dir den Mond gekauft (Regie: Birgit Möller)
- 2015: Arbeiter der Liebe
- 2015: Selbstmitleid
- 2015: Angelino Wagener (Regie: Angelino Wagener)
- 2016: Du und Ich (mit Eva Schneidereit) (Regie: Birgit Möller)
- 2016: Du hasst die Menschen einfach gern (Regie: Angelino Wagener)
- 2017: Die dicksten Eier der Welt
- 2021: Hier ist Party
- 2021: Kack Kack Kack Kack Karneval
- 2023: Ferien vom Rock'n'Roll
- 2024: Schöne Menschen

## Theater
- 1999: Eine Dummheit macht auch der Gescheiteste, Rolle: Glumow
- 1999: Pericles – Fürst von Tyrus, Rolle: Pericles
- 2004: Was ihr wollt – Theater Osnabrück, Rolle: Kapitän
- 2004: Sein oder Nichtsein – Theater Osnabrück, Rolle: Regisseur Dobosh